# Calix Ndiaye
Hans Calix Black Ndiaye (* 18. Mai 1981 in Oslo) ist ein norwegischer Basketballtrainer und ehemaliger -spieler.

## Werdegang
Ndiaye wuchs in Bergen und zeitweise auf den Färöern auf. Er spielte als Jugendlicher Basketball beim Hop BBK, beim Gimle BBK und ab dem 15. Lebensjahr bei den Ulriken Eagles. 1999, 2000 und 2007 wurde er mit dem Verein norwegischer Meister. Das Fachmedium Eurobasket.com zeichnete Ndiaye in der Saison 2006/07 als besten Spieler der norwegischen Liga aus.
Von 2001 bis 2004 spielte Ndiaye in den Vereinigten Staaten für die Mannschaft der University of Wisconsin–Green Bay und 2004/05 der Barry University in Miami (Bundesstaat Florida).
Ndiaye, der norwegischer Nationalspieler war, musste sich vier Knieoperationen unterziehen. Im Januar 2013 kehrte er nach rund fünfjähriger Unterbrechung als Spieler aufs Feld zurück und verstärkte Frøya Basket.
2019 trat er das Traineramt beim Fyllingen BBK an. Im Spieljahr 2023/24 führte er die Mannschaft zum Gewinn des norwegischen Meistertitels sowie zum Pokalsieg und wurde von Eurobasket.com als bester Trainer der Liga ausgezeichnet. Mit dem Beginn der Saison 2024/25 trat er mit Fyllingen auch im europäischen Wettbewerb European North Basketball League teil. 2025 gelang Ndiaye mit der Mannschaft die Wiederholung des Zweifachtriumphs (norwegischer Meister und Pokalsieger).

## Familie
Sein Bruder Bouna spielte ebenfalls für die Ulriken Eagles und an der Barry University. Ndiayes Mutter stammt von den Färöern, sein Vater aus dem Senegal.